# Arturo Prat
Agustín Arturo Prat Chacón (Ninhue, 3 aprile 1848 – Iquique, 21 maggio 1879) è stato un ufficiale della marina (considerato un eroe nazionale) cileno.
Morto nella battaglia navale di Iquique, durante la Guerra del Pacifico (era a comando della corvetta Esmeralda). Figlio di Pedro Agustín Prat Barril e María del Rosario Chacón Barrios. Partecipò alla guerra contro la Spagna (1865-1871) in diverse grandi battaglie navali tra cui la battaglia di Papudo nel 1865, durante la quale fu catturata la goletta Covadonga.

## La famiglia Prat
Le radici dei Prat si trovano in Catalogna, Spagna. Isidro Prat Camps, contadino, bisnonno di Arturo, nacque lì ed ebbe quattro figli: José, Narciso, Ignacio e Pedro.
Ignacio, nato nel 1770, si dedicò al commercio per diventare un esportatore di merci, soprattutto in Argentina. Per ragioni ancora sconosciute, emigrò in Cile e nel 1811 sposò Agustina Barril.
Ebbero quattro figli, di cui solo due sopravvissero, Agustín e Clara. Agustín si dedicò agli affari, aprendo un negozio nella capitale, dove incontrò Maria del Rosario Barrios Chacón, che sposò nel 1838.

## I genitori
I due giovani si sposarono il 26 ottobre 1838 e si stabilirono a Santiago del Cile, dove aprirono un negozio che, qualche tempo dopo, fu completamente distrutto da un incendio che li mandò in rovina. Dovettero quindi lasciare la capitale per trasferirsi presso l'Hacienda San Agustín de Puñual, a Chillán (Provincia di Ñuble), che fu poi gestita da Andrés Chacón, fratello di María del Rosario.
Continuarono a vivere la loro esistenza perseguitati da un destino tragico; tre dei loro figli morirono nella prima infanzia ed Agustín contrasse una malattia incurabile (paralisi progressiva), che lo distrusse. In questa hacienda venne alla luce il loro quarto figlio, Arturo Prat Chacón.

## Infanzia
Di salute cagionevole, pareva che il bimbo fosse condannato alla stessa sorte dei suoi fratelli. Non pianse alla nascita, per via della sua costituzione molto debole. Ma sua madre, nonostante ciò, era disposta a lottare. Affidò la salute di suo figlio alle cure teorizzate da Vincent Priessnitz, il quale aveva impiegato anni nella divulgazione dei vantaggi e delle virtù dell'idroterapia e della sudorazione idroterapica (chiamato "metodo Priessnitz").
Il padre fu tentato dalla corsa all'oro californiana, avventurandosi con altri cileni in cerca di fortuna negli Stati Uniti; avventura che gli costò la rovina economica e che lo portò a vendere l'azienda di famiglia per trasferirsi, infine, nella capitale cilena. La famiglia Prat abitò in una fattoria (situata nell'attuale comune di Providencia) di proprietà di Pedro Chacón, che si trovava nei dintorni della città. Qui trascorsero gli anni dell'infanzia del futuro eroe cileno.
Iniziò il suo sviluppo fisico ed abbandonò la condizione di "quasi rachitico e malaticcio", secondo la descrizione dello zio Jacinto Chacón. Il miglioramento fu attribuito al metodo Priessniz, però è molto più probabile che si trattasse del risultato dell'ambiente stimolante della fattoria, della sua passione per l'esercizio fisico e dello spirito combattivo che gli inculcò sua madre. Nel 1854 la famiglia vendette la fattoria per trasferirsi in una modesta casa nella via oggi chiamata calle Arturo Prat.
Nel 1856 il bambino iniziò gli studi presso una scuola inaugurata quell'anno nella via in cui abitavano e che fu chiamata Escuela de la Campana, per via di una torre con una campana che suonava per chiamare le classi. Il direttore della scuola era un noto professore, José Bernardo Suárez. Alunno di buona condotta ebbe difficoltà con la matematica, specialmente con l'aritmetica, che superò fino a raggiungere la distinzione, nell'anno 1856, in letteratura, geografia, religione ed anche aritmetica.
Lasciò la scuola il 25 agosto del 1858, ed il giorno 28 dello stesso mese entrò nella Escuela Naval del Estado, futura Escuela Naval Arturo Prat.

## Giovinezza nella Marina

### L'Accademia Navale

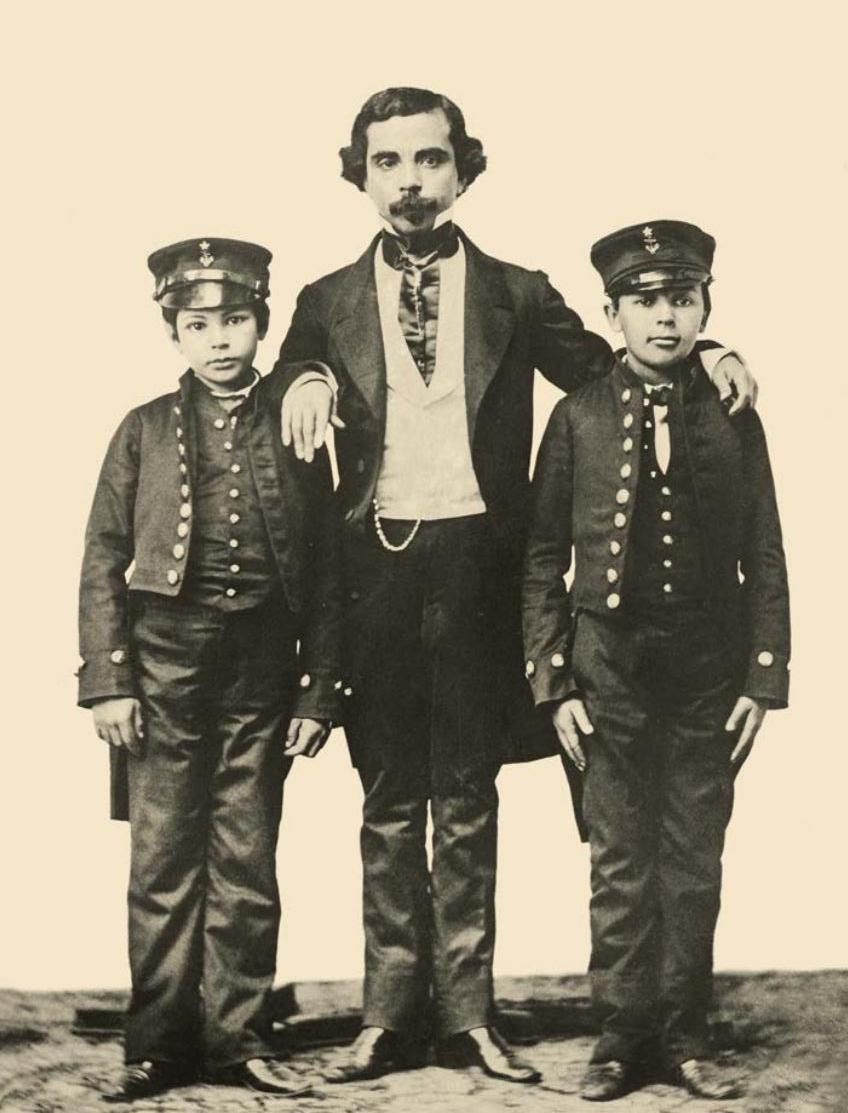
Arturo Prat, Jacinto Chacón (zio di Arturo) e Luis Uribe. Fotografia scattata il giorno dell'ingresso all'Accademia Navale.

Prat entrò in Accademia Navale grazie alle borse di studio create dal presidente Manuel Montt Torres per l'ammissione all'istituzione. C'erano due borse per contea, una toccò a Prat ed una a Luis Uribe Orrego. Entrambi avevano come tutore Don Jacinto Chacón (zio di Arturo e patrigno di Luis).
Il direttore della scuola in quegli anni era il francese Juan Julio Feillet, insieme ad un altro francese, Anatolio Desmadryl. Il giovane Arturo ed il suo amico Luis facevano parte del cosiddetto corso degli eroi, composto, tra gli altri, da Carlos Condell de la Haza, Juan Jose Latorre e Jorge Montt Álvarez, tutti importanti protagonisti nella futura guerra del Pacifico.
Il primo anno si mostrò irregolare negli studi, distratto ed ebbe nuovamente problemi con la matematica. Ma, come avvenne ai tempi della scuola, si impegnò ed ottenne una medaglia d'argento per i risultati raggiunti. Nel 1859, il suo secondo anno come cadetto, gli studenti dovevano iniziare ad imparare le tecniche nautiche. Il suo primo viaggio di formazione lo fece a bordo della nave a vapore Independencia dove apprese a manovrare le vele per poi continuare con le tecniche di marineria e artiglieria.
Nel gennaio 1860, Arturo Prat sale a bordo della quasi nuova Esmeralda per la prima volta. Continua il suo apprendistato nautico: imbarco e sbarco, simulazioni di guerra, ecc. Nel luglio 1861 si diploma presso l'Accademia Navale (il migliore del suo corso). Ottiene il grado di guardiamarina senza sostenere l'esame.
Continuò i suoi viaggi di addestramento sulla Esmeralda, che soprannominò affettuosamente La Macarrona, durante i quali accaddero eventi importanti, come l'episodio della nave Infernal. L'Infernal era una nave francese, in cui erano conservati tutti i tipi di esplosivi e munizioni. Il 1º ottobre 1861 una nube di fumo nero si levò sopra la nave, che si trovava nella baia di Valparaíso. Anche la Esmeralda si trovava li ed inviò immediatamente degli uomini a sedare le fiamme. Una delle imbarcazioni che condussero i rinforzi era guidata dal guardiamarina Arturo Prat che, dopo due ore di lotta contro l'incendio fu costretto al ritiro, con gli altri marinai, dalla nave in fiamme che infine esplose.

### La guerra con la Spagna

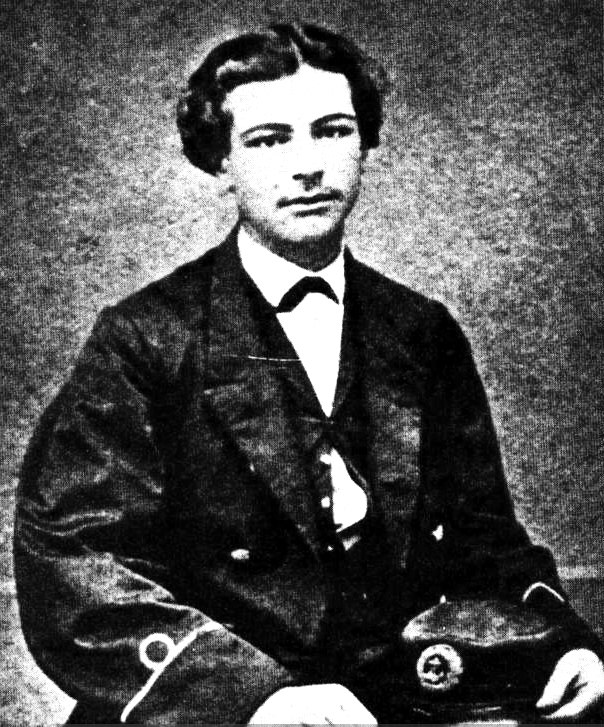
Il giovane Prat.

Il 21 luglio 1864 Prat supera la prova teorica e pratica necessaria per passare da aspirante guardiamarina a guardiamarina. Lo stesso anno si verificano gli incidenti che avrebbero portato alla guerra con la Spagna, scoppiata per la disapprovazione del Cile per l'occupazione da parte di una flotta spagnola delle isole Chincha (Perù). La dichiarazione di guerra avrebbe portato al battesimo del fuoco per Prat e per i suoi compagni.
In quel momento era al comando della Esmeralda Juan Williams Rebolledo, che guidò il recupero del piroscafo cileno Matias Cousino e la cattura della goletta spagnola Covadonga, avvenuta il 26 novembre 1865 durante la battaglia navale di Papudo che, per via della potenza di fuoco superiore, volse in favore del Cile. La cattura della goletta Covadonga portò alla promozione di grado per tutti i partecipanti alla missione e Prat fu nominato sottotenente. Nel tentativo di vendicare la sconfitta di Papudo la flotta spagnola cercò lo scontro con le navi alleate (il Cile era alleato con il Perù e l'Ecuador).
Lo scontro ebbe luogo nei pressi dell'arcipelago di Chiloé (in quella che fu chiamata battaglia navale di Abtao) il 7 febbraio 1866. Gli scontri d'artiglieria si ebbero solo tra la Covadonga e navi spagnole Villa de Madrid e Blanca perché le navi alleate furono inutilizzabili per mancanza di carbone o per via dei fondali bassi. Prat era a bordo della Covadonga che resistette al bombardamento spagnolo. Gli alleati non ebbero vittime mentre gli spagnoli ebbero due morti. Le navi alleate, durante la battaglia di Abtao, erano al comando del capitano Manuel Villar, della Marina de Guerra del Perú, in sostituzione di Juan Williams Rebolledo, che era partito il 5 febbraio verso Ancud, con la Esmeralda, in cerca di carbone e viveri per le navi peruviane Unión e América che erano arrivate il giorno prima ad Abtao, dopo un lungo viaggio dal Perù.

## Il Prat avvocato

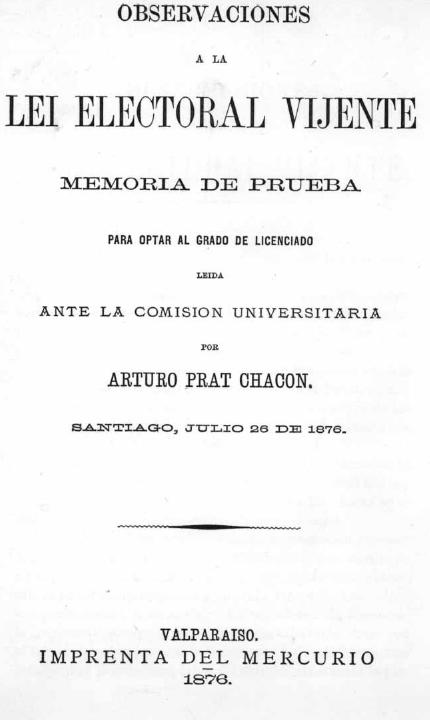
Observaciones a la lei electoral vijente

### Gli studi
Nel 1870, Arturo iniziò il cammino per diventare un avvocato. A Prat erano sempre interessata le leggi, così decise di ottenere una qualifica professionale. Iniziò come studente libero di Lettere presso il Liceo di Valparaíso e l'Istituto nazionale. Nel 1871 ottenne il diploma in Filosofia e Lettere, requisito essenziale per lo studio del diritto, e tra i suoi esaminatori vi era il celebre storico Diego Barros Arana (1830–1907).
L'anno successivo iniziò lo studio del diritto di proprietà presso la Facoltà di Giurisprudenza dell'Università del Cile, studiando a bordo dell'Esmeralda, quell'anno ancorata presso Mejillones. Tornato dalla sua missione chiese di essere esaminato a Valparaíso. Nel 1875 iniziò la pratica, pre-requisito per ottenere il titolo, in uno studio legale. Nel mese di luglio dell'anno successivo Prat supera gli ultimi esami e dopo aver scelto una materia da studiare è ora pronto per la laurea. La materia scelta è il diritto romano e sostiene l'esame il 24, 25 e 26 luglio. Ora l'ultimo passo prima di ottenere il titolo è l'esame finale davanti ai giudici della Corte Suprema, il 31 luglio 1876, alle ore 11.00. Ma sorprendentemente, Prat apprende che i giudici decisero di non effettuare gli esami quel giorno. Egli insistette chiedendo udienza al presidente della Corte suprema, Manuel Montt, e lo convinse, divenendo infine avvocato a 28 anni.
Prima del suo esame finale Prat aveva già svolto il lavoro di avvocato per difendere l'ingegnere Richard Owen, accusato di disobbedienza e poi il suo amico e commilitone Luis Uribe Orrego (1847–1914), accusato del reato di disobbedienza e di mancanza di rispetto nei confronti dei superiori. La prima causa andò bene, ma non quella del suo amico che fu condannato a sei mesi di carcere per poi usufruire di un'amnistia che gli salvò la carriera in Marina.

### Giurista
Prat esercitò per un breve periodo la sua nuova professione. Si dedicò principalmente alla risoluzione dei problemi legali dei Chacón e dei Carvajal, nonché di alcune questioni militari. Aspirava a diventare revisore dei conti della Marina, ma fu nominato solamente aiutante (principalmente a causa della sua poca esperienza), occupandosi degli aspetti giuridici presso il Comando Generale della Marina. Inoltre Prat subì l'invidia e l'ostilità dei suoi compagni per il fatto di essere un avvocato e questo lo portò a mantenere una certa distanza.
Prat operò un completo rinnovamento del sistema giuridico della Marina, a cominciare dal Codice di Navigazione, con l'introduzione di 152 modifiche delle quali la gran parte furono accettate. Si occupò anche di regolamentare la questione delle promozioni, per evitare che i rapporti sociali e le influenze della politica potessero avere un peso diverso dai meriti di servizio e dall'anzianità. Prat morì prima che la Marina adottasse questo nuovo codice.

### Osservazioni sulla legge elettorale vigente
I suoi commenti riportati nel testo dell'Observaciones a la ley electoral vigente contengono importanti indizi sul suo pensiero politico. Furono scritti nel contesto della promulgazione della nuova legge elettorale, durante il governo di Federico Errázuriz Zañartu, nella quale fu stabilita l'istituzione dei maggiori contribuenti ed il voto cumulativo per i deputati. Prat analizzava la legge (un po' ingenuamente) nella prospettiva che questa potesse portare ad un miglioramento nella libertà delle elezioni. Sottolineava le contraddizioni e la poca chiarezza del testo, ma la considerava una legge eminentemente liberale.
Prat termina dicendo:
(Arturo Prat, Observaciones a la ley electoral vigente)

## Guerra del Pacifico
Su incarico del governo cileno ed in seguito l'intento chiaro del governo argentino di imporre la propria sovranità in Patagonia, in particolare sul fiume Santa Cruz, Prat organizzò dei servizi di intelligence che dislocò in Uruguay ed Argentina. Si stabilì a Montevideo dal novembre 1878 al febbraio 1879 e da lì si recò spesso a Buenos Aires. Durante quel periodo raccolse e trasmise molte informazioni in Cile, in particolare riferendosi alla forza navale argentina, ma anche allo scenario politico che il paese stava vivendo.

### Epilogo
Dopo la battaglia, l'ammiraglio Grau ordinò che gli oggetti personali di Prat (il diario personale, l'uniforme, la spada ed altri) fossero consegnati alla vedova. Con gli oggetti, Carmela Carvajal ricevette una lettera da parte dell'ammiraglio peruviano, nella quale elogiava le qualità personali del suo rivale, la nobiltà ed i suoi alti valori morali, tanto che fu denominato El Caballero de los Mares. Grau ordinò anche il salvataggio dei marinai cileni sopravvissuti ed appena riparate le imbarcazioni fece consegnare loro vestiti asciutti e cibo.
Nel porto di Iquique, nel corso di quella giornata, il Cile perse una vecchia imbarcazione di legno, ma la morte di Prat mobilitò la popolazione cilena intorno alla causa comune della guerra e questo fu uno dei fattori che portò alla vittoria finale del Cile nella Guerra del Pacifico, essendo determinante la superiorità della sua flotta.

## Riconoscimenti
Presso l'Accademia Navale del Giappone sono esposti i busti di tre personaggi ai quali si dovrebbero ispirare tutti i futuri ufficiali: Horatio Nelson, Arturo Prat Chacón e Tōgō Heihachirō.